# Weilheim, Waldshut
Weilheim là một xã ở huyện Waldshut trong bang Baden-Württemberg thuộc nước Đức.